# 麻宮騎亞
麻宮騎亞（日语：／ Asamiya Kia，1963年3月9日—），日本漫畫家、動畫師。男性。本名和作為動畫師使用的名字。出身於岩手縣北上市。Artistcrew所屬。代表作有《魔法陣都市》、《快傑蒸汽偵探團》、《超跑靚女 My Favorite Carrera》等。

## 經歷
麻宮騎亞因觀看《宇宙戰艦大和號》而成為動畫迷，畢業於東京設計師學院動畫科（現東京酷日本專門學校）。21歲時，他以菊池的名義成為自由動畫師，並於1986年憑藉在《Comptiq》（角川書店）上發表的漫畫《神星記流浪者》作為漫畫家首次亮相。其筆名來自菊地是她的粉絲齊藤由貴飾演的麻宮佐紀。
長期以來，人們認為他和菊池是不同的人，但後來他承認是同一個人。此外，為了讓麻宮與菊池有所不同，他的生日被定為1963年1月28日。他在後記（在《魔法陣都市》中稱為「製作筆記」）和評論部分中畫的自畫像，當他以麻宮為名義時，是用一塊寫著「Now Printing」字樣的木板，以及當他以菊池的名義時，是用蝦仁握壽司。有時也會使用片假名。
自2000年以來，菊池這個名字幾乎沒有作品裡，但在2012 年，他重返《宇宙戰艦大和號2199》擔任原畫。該作品的電視播出版結局（第9集—第17集）的佈局構成也由他負責，但由於他是以漫畫家的身份參與，因此以麻宮的名義進行。
2017年5月1日起，他成為藝能經紀公司Artistcrew所屬。當被問及原因時，他說「為我的繪畫作品增添多樣性」。
2019年4月，成為日本SF作家俱樂部會員。2024年，獲得第55屆星雲獎美術部門。

## 作品列表

### 漫畫
- 神星記流浪者（日语：神星記ヴァグランツ）
- 魔法陣都市
  - 魔法陣戰線—後來經過修改擴充，成為《魔法陣都市》第0冊。
  - 魔法陣都市 最後傳說
  - 魔法陣都市QD
- GUNHED（日语：ガンヘッド）
- 聖獸傳承黑暗天使（日语：聖獣伝承ダークエンジェル）
- PHOENIX RESURRECTION: DARK ANGEL
- 快傑蒸汽偵探團
  - 真·快傑蒸氣偵探團
  - 少年怪盜麵包（作畫：金村連）
- 遊擊宇宙戰艦撫子號（日语：遊撃宇宙戦艦ナデシコ）—《機動戰艦撫子號》的漫畫版。
- 電腦少女Compiler（日语：Compiler）
  - Assembler 0X—《電腦少女Compiler》的續篇。
  - 電腦少女Compiler FINAL（檢討中）—短篇。
- 七彩囚籠
- D-Divine
- BATMAN CHILD OF DREAMS
- 星際大戰首部曲：威脅潛伏
- COLORS SIDE-A
  - COLORS SIDE-K—名義執筆。
- 網路安琪兒
- —短篇。
- 東京時間悖論—短篇。
- 另一個日本黃金世代—彩色短篇。
- JUNK -末代英雄-（日语：JUNK -RECORD OF THE LAST HERO-）—《Champion RED》（秋田書店）連載。
- 超跑靚女 My Favorite Carrera（日语：彼女のカレラ My Favorite Carrera）—曾在《週刊Playboy》（集英社）上連載（原本是雙週連載，2007年改為週刊連載，2011年5月起移至網站《週PlayNEWS》上免費發佈）。
  - 超跑靚女RS—→2013年1月轉籍至《月刊Comic Birz》（幻冬舎）。
  - 超跑靚女GT3—2018年4月在LEED社（日语：リイド社）免費網路漫畫《LEED café》開始連載[9]。
- Uncanny X-MEN（日语：Uncanny X-Men）—負責第416回至第420回的作畫。
- —《FlexComixNEXT（日语：FlexComixネクスト）》連載→隨著被《COMIC Meteor（日语：COMIC メテオ）》吸收合併終了。
- 零天使 ～爽碧墮天使
- —於《YOUNG KING OURs》（少年畫報社）2019年5月號至2024年1月號連載。

### 動畫
- 風之谷（動畫（日语：動画 (アニメ制作)））
- 魯邦三世 PARTIII（日语：ルパン三世 PARTIII）（動畫）
- 縣立地球防衛軍（日语：県立地球防衛軍）（原畫）
- 夢幻獵人麗夢（日语：ドリームハンター麗夢）（原畫）
  - 新夢幻獵人麗夢 夢之騎士們（原畫）
- 重戰機L-Gaim（原畫）
- 變形金剛（原畫）
- 機動戰士Z鋼彈（原畫）
- 北斗神拳（原畫）
- 魔法天使奶油麻美（原畫）
- 魔法之星愛美（原畫）
- 魔法偶像粉彩筆由美（日语：魔法のアイドルパステルユーミ）（作畫監督）
- A子計劃（原畫）
- elf17（日语：エルフ・17）（原畫）
- 曙光Q 交錯的時空 REFLECTION（日语：トワイライトQ#時の結び目 REFLECTION）（原畫）
- 天空戰記（作畫監督）
- 有趣漫畫入門講座（日语：まんがはじめて面白塾）（人物設定）
- 超音戰士Borgman系列（人物設定）
- 冒險吧！伊庫薩3（分鏡）
- 風暴戰士ORGUN（人物設定）
- 源氏（日语：源氏 (漫画)）（人物設定）
- Good Morning 艾爾媞亞（日语：Good Morningアルテア）（人物設定）
- 冥王計劃傑歐萊馬（人物設定、分鏡、演出、作畫監督）
- 聖未加江羅學園漂流記（人物設定）
- 激鋼牙3 熱血大決戰!!（原畫）
- 宇宙戰艦大和號2199（原畫）[3]
- 境界戰機（分鏡）
- 風都偵探（分鏡）
- 淪落者之夜（分鏡）
- 機動戰士鋼彈 水星的魔女（分鏡）[10]
- 極速星舞（分鏡）
- 銀河英雄傳說 Die Neue These（分鏡）

### 遊戲
- Xak II（日语：サークII）（人物設定、光碟封套插圖）
  - Xak -卡傑爾之塔-（日语：ガゼルの塔）（形象插圖）
  - Xak（日语：サーク）I、II PC EngineSUPER CD-ROM²（日语：SUPER CD-ROM2）版（一般插圖）
- 魔法陣都市 Case：Titanic（人物設定）
- 電腦學園2 HIGHWAY BUSTER（日语：電脳学園）（人物設定、原畫） ※菊池通隆名義。
- WhiteDiamond（主要人物原案、封套插圖）
- 異域神劍2（Rare Blade設定）
- 死亡終局輪迴試煉（日语：-{Death end re;Quest}-）（怪獸設定）
- 千年戰爭Aigis（日语：千年戦争アイギス）（DMM Game）
- 艦隊Collection （Lexington）

### 插圖
- （著：松枝藏人，〈富士見Fantasia文庫〉）
- 勇者鬥惡龍IV 不為人知的傳說（艾尼克斯）—封面插圖和正文中的一些插圖。 ※菊池通隆名義。
- MAPS SHARE WORLD -有翅膀者-（日语：マップス#マップス・シェアードワールド）（SB Creative，〈GA文庫〉）

### 封套插圖
- 結城梨沙（日语：結城梨沙）「MY STORM」（1989年1月1日發行）
- CD劇場 勇者鬥惡龍II（日语：CDシアター ドラゴンクエスト）（1991年12月13日發行）—包括小冊子的所有插圖。
- 超人力霸王葛雷 劇場版 LD（1991年發行，全2卷）—各卷封面，負責全2枚。
- 超人力霸王衛司 LD系列（1992年由KSS發行，全13卷）—各卷封面，負責全13枚。

### 設計
- 地球防衛少女井子醬3 大江戶大作戰（日语：地球防衛少女イコちゃん）（導演：河崎實）—設計協力
- 假面騎士Fourze（的設定）[3]
  - 假面騎士×假面騎士 Fourze & OOO Movie大戰 Mega Max
  - 假面騎士×超級戰隊×宇宙刑事 超級英雄大戰Z
  - 假面騎士Fourze THE MOVIE 大家的宇宙來了！
  - 假面騎士×假面騎士 Wizard & Fourze MOVIE大戰Ultimatum
- 地球防衛未亡人（導演：河崎實）—怪獸設定
- 遊星王子2021（導演：河崎實）—服裝設定

### 廣播節目
- 網路廣播—池田憲章（日语：池田憲章）與大沼弘幸（日语：大沼弘幸）主持的談話節目。麻宮曾多次作為嘉賓上該節目。正是在這個時候，他對網絡廣播產生興趣，並決定自己也開始主持節目。
- 網路廣播（主要主持人，2017年5月7日—7月31日）
- （主要主持人，市川Urara FM（日语：エフエム浦安）：2017年8月6日—2018年12月16日）
- 網路廣播
- 網路廣播「麻宮騎亞擴張計劃」
- 網路廣播「太陽系放送局 -SSBC-」（2021年3月—）

### 作詞
- －菊池通隆名義。《魔法陣都市》劇場版插入歌。歌：岡本麻彌、松井菜櫻子。

### 連載記事
- 超道樂散在日記（月刊MEGU（日语：月刊OUT））—從1997年1月號到1997年5月號該雜誌停刊為止，全5回。副標題是。名義。

### 其它
- 電視動畫 漫研社 ～妄想catastrophe～（第10話特別感謝Aventador收錄協力[注 1]）
- 舞台（主視覺圖）[12]
- 「宇宙戰艦大和號」相關商品插圖
  - 2199完整收納盒包裝
  - 萬代塑膠模型盒裝藝術—大和號（2202版）、安朵美達、銀河、飛鳥等

## 畫冊
麻宮騎亞 名義
- 《麻宮騎亞畫冊 (Volume 1)》 ISBN 4-0730-4600-4
- 《麻宮騎亞畫冊 (Volume 2)》 ISBN 4-8402-1522-7
- 《麻宮騎亞 假面騎士Fourze Design Works》 ISBN 978-4-7986-0499-2（2012年12月24日，HobbyJAPAN（日语：ホビージャパン））
  - 從電視系列到新作電影《MOVIE大戰Ultimatum》為止，本書收錄了麻宮騎亞為《假面騎士Fourze》創作的所有設計作品。
- 《麻宮騎亞畫冊 Réunion》 ISBN 978-4-7683-1478-4（2022年4月，玄光社（日语：玄光社））—繪畫事業35週年紀念。

菊池通隆 名義
- 《The NEXT GENERATON》 ISBN 4-8291-9104-X
- 《Zwei》 ISBN 4-8291-9116-3
- 《ULTRAMAN in the REAL』（2001年，MediaWorks）—將超人力霸王與怪獸的塑膠組裝模型與現實風景結合在一起的CG畫集。
- 《ULTRAMAN in the REAL REBOOT』（2013年，enterbrain）

麻宮騎亞、菊池通隆 共同名義
- 《STUDIO TRON ART BOOK 1993》 ISBN 4-8291-7254-1（1994年3月30日，富士見書房）
- 《聖獸幻想繪卷 DARK ANGEL》（1997年，角川書店）—收錄了《聖獸傳承 黑暗天使（日语：聖獣伝承ダークエンジェル）》卷首插圖的畫集。

## 相關人物
- 河崎實（日语：河崎実）—真人錄影帶《魔法陣都市外傳 幕末闇婦始末記》的導演。麻宮也參與了河崎實多部作品的設計。
- 大沼弘幸（日语：大沼弘幸）—小說《魔法陣都市外傳：幕末闇婦始末記》作者。麻宮也出現在大沼的網路廣播節目中。
- 松井菜櫻子—出演動畫版《魔法陣都市》等。她還在麻宮的書籍封面的書腰發表了評論。
- 岡本麻彌—出演動畫版《魔法陣都市》等。麻宮也設計了岡本的專輯封面。
- 生賴範義（日语：生頼範義）—麻宮騎亞尊敬的插畫家。為2015年12月舉辦的生賴回顧展提供了紀念插圖。

## 腳註

## 外部連結
- Studio TRON官方網站 （日語）
- （日語）—麻宮騎亞的官方個人部落格。
- 麻宮騎亞的X（前Twitter） （日語）
- 麻宮騎亞｜Artistcrew （日語）